# Plattsmouth
Plattsmouth é uma cidade localizada no estado americano de Nebraska, no Condado de Cass.

## Demografia
Segundo o censo americano de 2000, a sua população era de 6887 habitantes.
Em 2006, foi estimada uma população de 7047, um aumento de 160 (2.3%).

## Geografia
De acordo com o United States Census Bureau, a localidade tem uma área de 7,5 km², sem área coberta por água. Plattsmouth localiza-se a aproximadamente 345 m acima do nível do mar.

## Localidades na vizinhança
O diagrama seguinte representa as localidades num raio de 20 km ao redor de Plattsmouth.